# 4 luglio
Il 4 luglio è il 185º giorno del calendario gregoriano (il 186º negli anni bisestili). Mancano 180 giorni alla fine dell'anno.

È il giorno in cui la Terra è più lontana dal Sole (afelio).

## Eventi
- 993 – Viene canonizzato Sant'Ulrico di Augusta
- 1054 – Esplode la supernova che porterà alla formazione della Nebulosa del Granchio; secondo le cronache cinesi del tempo, la supernova restò visibile in pieno giorno per parecchi mesi
- 1187 – Saladino sconfigge Guido di Lusignano, re di Gerusalemme, nella battaglia di Hattin
- 1300 – Nella fiction della tragedia shakespeariana Romeo e Giulietta, Romeo Montecchi e Giulietta Capuleti si conoscono e s'innamorano durante una festa in casa Capuleti
- 1776 – Rivoluzione americana: il Congresso continentale approva la Dichiarazione d'indipendenza dal Regno di Gran Bretagna, sancendo così ufficialmente la nascita degli Stati Uniti d'America; l'evento è commemorato annualmente negli USA come Giorno dell'Indipendenza
- 1802 – A West Point (New York) apre l'Accademia Militare degli Stati Uniti
- 1803 – L'acquisto della Louisiana viene annunciato al popolo statunitense
- 1817 – A Rome (New York) inizia la costruzione del Canale Erie
- 1837 – Grand Junction Railway, la prima ferrovia a lunga distanza del mondo, apre tra Birmingham e Liverpool
- 1838 – Viene costituito il Territorio dell'Iowa
- 1840 – Il battello a vapore della Cunard Line RMS Britannia parte da Liverpool diretto ad Halifax: è la prima traversata atlantica di una nave passeggeri
- 1855 – A Brooklyn (New York) viene pubblicata la prima edizione del libro di poesie di Walt Whitman intitolato Leaves of Grass
- 1862 – Il reverendo e professore di matematica dell'Università di Oxford Charles Dodgson trascorre un meriggio d'oro con le sorelline Lorina, Alice ed Edith Liddell in una gita in barca sul Tamigi, durante la quale racconta loro storie fantastiche: verranno raccolte da Dodgson e pubblicate tre anni dopo, sotto lo pseudonimo Lewis Carroll, nel libro Le avventure di Alice nel Paese delle Meraviglie
- 1863 – Guerra di secessione americana, battaglia di Vicksburg: Ulysses S. Grant e l'esercito dell'Unione, dopo 47 giorni di assedio, catturano la città confederata di Vicksburg (Mississippi), che si arrende
- 1866 – Terza guerra d'indipendenza italiana: nella battaglia di Vezza d'Oglio, il Corpo Volontari Italiani comandato da Giuseppe Garibaldi viene sconfitto dall'esercito austriaco comandato da Ulysses von Albertini
- 1879 – Termina la guerra anglo-zulu: il Regno Unito conquista il Regno Zulu
- 1881 – Apre in Alabama il Tuskegee Institute
- 1894 – Sanford B. Dole proclama la Repubblica delle Hawaii, che verrà disciolta lo stesso giorno di quattro anni dopo
- 1909 – A Edolo viene inaugurata la linea ferroviaria per Breno, tratto finale della Ferrovia Brescia-Iseo-Edolo
- 1910 – Il pugile afroamericano Jack Johnson manda k.o. il pugile bianco Jim Jeffries durante un incontro dei pesi massimi, innescando delle rivolte razziali in tutti gli USA
- 1918 – Il sultano ottomano Mehmed VI sale al trono
- 1934 – Il pugile Joe Louis vince il suo primo incontro da professionista
- 1940 – Seconda guerra mondiale: le truppe italiane conquistano Cassala
- 1941 – Massacro dei professori di Leopoli: i nazisti uccidono 25 intellettuali e scienziati polacchi residenti nella città occupata di Lvov
- 1944 – Stragi naziste nel comune di Cavriglia, in Provincia di Arezzo, nelle località Meleto Valdarno (94 morti) e Castelnuovo dei Sabbioni (73)
- 1946 – Le Filippine ottengono la piena indipendenza
- 1950 – Prima trasmissione di Radio Free Europe
- 1954 – A Berna la Germania Ovest sconfigge l'Ungheria per 3-2 e vince la sua prima Coppa Rimet
- 1959 – Con l'ammissione dell'Alaska come 49º Stato, avvenuta all'inizio dell'anno, la bandiera statunitense a 49 stelle debutta a Filadelfia
- 1960 – Con l'ammissione delle Hawaii come 50º Stato, avvenuta all'inizio dell'anno, la bandiera statunitense a 50 stelle debutta a Filadelfia
- 1961 – Incidente del sottomarino nucleare russo K-19
- 1966 – Il presidente statunitense Lyndon B. Johnson tramuta in legge il Freedom of Information Act; l'atto entrerà in vigore l'anno successivo
- 1970 – Tonga ottiene l'indipendenza e perde lo status di protettorato britannico
- 1971 – Michael Hart ricopia in digitale la Dichiarazione d'Indipendenza degli Stati Uniti d'America, che diventa così il primo E-book del Progetto Gutenberg
- 1976 – Commando di Israele effettuano un raid nell'Aeroporto di Entebbe, in Uganda, salvando la maggior parte dei passeggeri e dell'equipaggio di un aereo dell'Air France, preso da dirottatori pro-palestinesi
- 1987 – In Francia, l'ex ufficiale della Gestapo Klaus Barbie (noto come il "macellaio di Lione") viene dichiarato colpevole di crimini contro l'umanità e condannato all'ergastolo
- 1988 – L'attrice australiana Kylie Minogue debutta nel mercato discografico pubblicando il suo primo album Kylie
- 1991 – La finlandese Radiolinja lancia la prima rete commerciale GSM
- 1997 – La sonda spaziale Pathfinder della NASA atterra sulla superficie di Marte
- 2003
  - La rivista Physical Review Letters pubblica un articolo sull'evidenza sperimentale dei pentaquark, la cui esistenza era stata ipotizzata sin dal 1986
  - Papa Giovanni Paolo II pubblica la lettera enciclica Ecclesia de Eucharistia sull'eucaristia nel suo rapporto con la Chiesa
- 2004 – Nella finale del campionato europeo di calcio a sorpresa la Grecia supera per 1-0 i padroni di casa del Portogallo e conquista il suo primo alloro europeo
- 2005 – Alle 5:52 UTC il modulo Impactor della sonda spaziale Deep Impact raggiunge e colpisce la cometa 9P/Tempel 1 alla velocità di 13000 chilometri orari: l'esplosione scaturita è paragonabile a quella di 5 tonnellate di tritolo e libera nello spazio una nube di ghiaccio, polveri e detriti come da obiettivo della missione, il cui scopo era analizzare i componenti di una cometa per avere più informazioni sui materiali presenti nello spazio
- 2006 – Si svolge al Signal Iduna Park di Dortmund la semifinale del 18º Campionato mondiale di calcio tra Germania e Italia vinta da quest'ultima per 2-0 ai tempi supplementari
- 2012
  - Viene annunciata la scoperta del bosone di Higgs da parte del Large Hadron Collider ai laboratori del CERN
  - Si completa in Italia lo switch-off del segnale televisivo analogico

## Nati
Ci sono circa 1 140 voci su persone nate il 4 luglio; vedi la pagina Nati il 4 luglio per un elenco descrittivo o la categoria Nati il 4 luglio per un indice alfabetico.

## Morti
Ci sono circa 510 voci su persone morte il 4 luglio; vedi la pagina Morti il 4 luglio per un elenco descrittivo o la categoria Morti il 4 luglio per un indice alfabetico.

## Feste e ricorrenze

### Civili
Nazionali:
- Stati Uniti – Giorno dell'Indipendenza, festa dell'indipendenza delle Tredici colonie dal Regno Unito, avvenuta nel 1776

### Religiose
Cristianesimo:
- Sant'Elisabetta del Portogallo, regina
- Sant'Alberto Quadrelli da Rivolta d'Adda, vescovo
- Sant'Andrea di Creta (di Gortina), vescovo
- Sant'Antoine Daniel, sacerdote e martire
- Santa Berta di Blangy, badessa
- San Carileffo di Anille, abate
- San Cesidio da Fossa (Cesidio Giacomantonio), martire
- Sant'Elia I, patriarca di Gerusalemme
- San Fiorenzo di Cahors, vescovo
- San Giocondiano, martire africano
- San Lauriano, martire
- San Luarsab, re di Karthli, martire (Chiese di rito orientale)
- Santa Natalia di Tolosa, vergine mercedaria
- Sant'Ulrico di Augusta, vescovo
- San Valentino, sacerdote ed eremita
- Beato Bonifacio di Savoia
- Beata Caterina Jarrige, domenicana
- Beato Damiano Grassi da Rivoli, sacerdote domenicano
- Beato Giovanni da Vespignano
- Beati Giovanni detto Cornelio, Tommaso Bosgrave, Giovanni Carey e Patrizio Salmon, martiri
- Beato Giuseppe Kowalski, sacerdote salesiano, martire
- Beato Guglielmo di Hirsau, monaco benedettino, abate di Hirsau
- Beati Guglielmo Andleby, Enrico Abbot, Tommaso Warcop ed Eduardo Fulthorp, martiri
- Beata Maria Crocifissa Curcio, fondatrice delle Suore carmelitane missionarie di Santa Teresa del Bambin Gesù
- Beato Pier Giorgio Frassati, terziario domenicano
- Beato Pietro Kibe Kasui, sacerdote gesuita e martire